# Карпенко Надія Йосипівна
Карпенко Надія Йосипівна - (8.05.1948 року, урочище Широкий Яр побіля села Вощилиха Роменського району Сумської області) – педагог, громадський діяч, Посол Миру й Почесний ветеран України.

## Життєпис
Карпенко Надія Йосипівна народилася 8 травня 1948 року в родині поета Йосипа Дудки. Закінчила Вовківську середню школу Роменського району із золотою медаллю. Вивчала філологію в Київському державному університеті. Від 1971 по 2003 рік працювала вчителькою російської й української мов та літератури у Вовківській, Вощилихівській, Гаївській школах.

## Творча діяльність
Надія Карпенко має публікації в журналах «Україна» та «Жінка», газетах «Молодь України» і «Освіта», альманасі «Ромен», обласних газетах «Сумщина» та «Діалог», районній пресі. Пише рецензії, передмови, роздуми, замітки, вірші.
Принципова, відповідальна, послідовна, свідома високого обов’язку – служити своєму народові добросовісно й чесно. Завжди в пошуках, внутрішньо організована.  Підтримла матір незаслужено звинуваченого сина – Сергія Верхогляда, голодувала 10 днів, домагаючись правди, була голосом Роменського Майдану.  Сповнена силою духу, наполегливості, щирості й бажання творити добро. Уміє повести за собою, відчуває відповідальність за інших, бо любить людей, а вони шанують її і як голову ветеранської організації району, і як Людину, бо вона – Особистість.  Вона не відвернеться, простягне руку допомоги. І все це не ради власної вигоди, бо не вміє фальшивити. Порядна, відверта, із високими моральними якостями й принципами, ця вольова жінка була і є авангардом найвідчайдушніших вчинків на благо людей.. Має досвід, розум і мужність. 

## Досягнення
Не втратила Н.Й. Карпенко  стосунків із творчою інтелігенцією, що склалися ще за життя Йосипа Михайловича Дудки. Бере активну участь в організації спілкування місцевих читачів із письменниками-земляками. Одна з таких зустрічей відбулася в міській центральній бібліотеці, де перед роменцями виступав відомий український поет і прозаїк, журналіст і громадський діяч, уродженець Недригайлівщини Микола Гриценко. Серед  однодумців Надії Карпенко — широко знаний в Україні й далеко за її межами корифей української літератури Олександер Шугай, науковець, доктор філософії Валентин Бугрим, секретар обласної організації Національної спілки письменників України, відома поетеса й митець та громадський діяч Людмила Ромен, поетеса й педагог із Пустовійтівки Тамара Марченко та інші. Уся   інтелектуальна еліта міста й району — це її друзі й сподвижники в добрих справах.
2006 року обрана головою Роменської районної організації ветеранів. 